# GPR158
G-protein spregnuti receptor 158 je protein koji je kod ljudi kodiran GPR158 genom.

## Literatura
- Nakajima D; Okazaki N; Yamakawa H;  . (2003). „Construction of expression-ready cDNA clones for KIAA genes: manual curation of 330 KIAA cDNA clones”. DNA Res. 9 (3): 99—106. PMID 12168954. doi:10.1093/dnares/9.3.99.
- Hirosawa M; Nagase T; Ishikawa K;  . (2000). „Characterization of cDNA clones selected by the GeneMark analysis from size-fractionated cDNA libraries from human brain”. DNA Res. 6 (5): 329—36. PMID 10574461. doi:10.1093/dnares/6.5.329.
- Ota T; Suzuki Y; Nishikawa T;  . (2004). „Complete sequencing and characterization of 21,243 full-length human cDNAs”. Nat. Genet. 36 (1): 40—5. PMID 14702039. doi:10.1038/ng1285.
- Deloukas P; Earthrowl ME; Grafham DV;  . (2004). „The DNA sequence and comparative analysis of human chromosome 10”. Nature. 429 (6990): 375—81. PMID 15164054. doi:10.1038/nature02462.
- Bjarnadóttir TK, Fredriksson R, Schiöth HB (2006). „The gene repertoire and the common evolutionary history of glutamate, pheromone (V2R), taste(1) and other related G protein-coupled receptors”. Gene. 362: 70—84. PMID 16229975. doi:10.1016/j.gene.2005.07.029.